# Фердинанд фон Хохштетер
Кристијан Готлиб Фердинанд Ритер фон Хохштетер (њем. Christian Gottlieb Ferdinand Ritter von Hochstetter; Еслинген ам Некар, 30. април 1829 — Обердеблинг, 18. јул 1884) био је њемачки и аустријски геолог.

## Биографија
Кристијан Готлиб Фердинад Ритер фон Хохштетер је рођен у Еслингену ам Некару у Виртембергу 30. априла 1829. године. Отац му је био Кристијан Фердинанд Фридрих Хохштетер, клерик и професор у Бону, који је такође био и ботаничар и минералог. Након окончања раног образовања у евангелистичком сјеменишту у Маулброну, Фердинанд је образовања наставио на Универзитету у Тибингену и Тибингешком сјеменишту; ту је, под Фридрихом Аугустом фон Квенштедтом, трајно фиксирао интересовање које је већ имао према геологији и стекао докторат и путничку стипендију.
Године 1852. придружио се Царским геолошким истраживачима Аустрије и био је ангажован до 1856. године у дијеловима Бохемије, нарочито у Бохемској шуми, Фихтелским и Карсбадским планинама. Одлични извјештаји су одредили његову репутацију. Тада је изабран за геолога на експедицији Новара (1857—1859), током које је дао бројна драгоцјена запажања.
Влада Новог Зеланда га је унајмила 1859. године за брз геолошки преглед острва. Његово истраживање старог Ротомахана језера и Ружичастих и бијелих тераса су обрнуто пројектовани 2017. године како би се одредиле координате Ружичастих, бијелих и црних тераса. По повратку у Беч 1860. године постављен је за професора минералогије и геологије на Царском и Краљевског политегничком институту; од 1874. до 1875. године био је ректор института. Постао је 1872. године учитељ природне историје аустријског престолонасљедника Рудолфа. Године 1876. постављен је дужност надзорника Царског природњачког музеја. У наредним годинама истраживао је дијелове Турске и источне Русије, објављивао је радове о разним геолошким, палеонтолошким и минералошким темама. Преминуо је Обердеблингу код Беча 18. јула 1884. године, у 55. години живота.
Детаљни описи у његовим дневницима били су корисни када су истраживачи 2011. године успјели да пронађу сицилијумске терасе на језеру Ротомахана, које је закопано приликом ерупције вулкана Таравера 1886. године.